# Kotlina Bauntowska
Kotlina Bauntowska (ros. Баунтовская котловина) – kotlina w azjatyckiej części Rosji, w Buriacji. Od południa ograniczona górami Babanty, od północy Górami Południowomujskimi, a od zachodu grzbietem Ikatskim. 
Dolina o wysokości 1000—1100 m n.p.m. o charakterze ryftowym (część bajkalskiej zony ryftowej), wąska o długości ponad 200 km. Silnie sejsmiczna, z licznymi uskokami i pęknięciami, dzięki którym liczne są wypływy gorących źródeł. Z serii takich źródeł wypływa rzeczka Gorąca, dopływ Cypy. Bardzo liczne jeziora, w tym Baunt, Busani, Ajan, Demiada, Okuniewskie. Na rzekach i jeziorach liczne ptactwo wodne, głównie nie migrujące. 